# Discografia di Kygo
La discografia di Kygo, produttore discografico e DJ norvegese, è composta da cinque album in studio, un EP, oltre dieci singoli e venticinque video musicali.

## Album

### Album in studio
| Anno | Titolo                                                                                                | Classifiche | Classifiche | Classifiche | Classifiche | Classifiche | Classifiche | Classifiche | Classifiche | Classifiche | Classifiche | Classifiche | Classifiche | Certificazioni                                                                                              |
| Anno | Titolo                                                                                                | NOR         | AUS         | AUT         | BEL         | FIN         | GER         | ITA         | NLD         | SWE         | SWI         | UK          | USA         | Certificazioni                                                                                              |
| ---- | --- | ----------- | ----------- | ----------- | ----------- | ----------- | ----------- | ----------- | ----------- | ----------- | ----------- | ----------- | ----------- | --- |
| 2016 | Cloud Nine - Pubblicato: 13 maggio 2016 - Etichetta: Sony Music - Formato: CD, download digitale      | 1           | 13          | 16          | 9           | 5           | 6           | 13          | 4           | 2           | 1           | 3           | 11          | - CAN: Platino - NLD: Platino (2) - NOR: Platino (9) - SWE: Platino - SWI: Platino (2) - UK: Oro - USA: Oro |
| 2017 | Kids in Love - Pubblicato: 3 novembre 2017 - Etichetta: Columbia - Formato: CD, download digitale     | 3           | 42          | —           | 68          | 14          | 91          | 76          | 22          | 3           | 34          | 35          | 73          | - CAN: Oro - NLD: Platino - SWI: Platino (2) - UK: Argento                                                  |
| 2020 | Golden Hour - Pubblicato: 29 maggio 2020 - Etichetta: Sony Music - Formato: CD, download digitale     | 1           | 9           | 20          | 29          | 7           | 42          | 30          | 8           | 5           | 4           | 6           | 18          | - CAN: Platino                                                                                              |
| 2022 | Thrill of the Chase - Pubblicato: 11 novembre 2022 - Etichetta: Sony - Formato: CD, download digitale | —           | —           | —           | —           | —           | —           | —           | —           | —           | —           | —           | —           | |
| 2024 | Kygo - Pubblicato: 21 giugno 2024 - Etichetta: Sony - Formato: CD, download digitale                  | —           | —           | —           | —           | —           | —           | —           | —           | —           | —           | —           | —           | |

## Extended play
| Anno | Titolo | Classifiche | Classifiche | Classifiche | Certificazioni            |
| Anno | Titolo | AUS         | SWE         | USA         | Certificazioni            |
| ---- | --- | ----------- | ----------- | ----------- | ------------------------- |
| 2017 | Stargazing - Pubblicato: 22 settembre 2017 - Etichetta: Sony Music, Ultra Music - Formato: download digitale | 40          | 12          | 137         | - AUS: Platino - CAN: Oro |

## Singoli
| Anno | Titolo                                                  | Classifiche | Classifiche | Classifiche | Classifiche | Classifiche | Classifiche | Classifiche | Classifiche | Classifiche | Classifiche | Classifiche | Classifiche | Classifiche | Certificazioni | Album di provenienza           |
| Anno | Titolo                                                  | NOR         | AUS         | AUT         | BEL         | CAN         | FIN         | GER         | ITA         | NLD         | SWE         | SWI         | UK          | USA         | Certificazioni | Album di provenienza           |
| ---- | ------------------------------------------------------- | ----------- | ----------- | ----------- | ----------- | ----------- | ----------- | ----------- | ----------- | ----------- | ----------- | ----------- | ----------- | ----------- | --- | ------------------------------ |
| 2013 | Epsilon                                                 | —           | —           | —           | —           | —           | —           | —           | —           | —           | —           | —           | —           | —           | | /                              |
| 2014 | Firestone (feat. Conrad Sewell)                         | 1           | 10          | 5           | 4           | 64          | 3           | 3           | 4           | 4           | 2           | 4           | 8           | 92          | - NOR: Platino (5) - AUS: Platino (4) - AUT: Oro - BEL: Platino - CAN: Platino (2) - GER: Platino - ITA: Platino (5) - NLD: Platino - SWE: Platino (5) - SWI: Platino (3) - UK: Platino (2) - USA: Platino | Cloud Nine                     |
| 2015 | ID                                                      | 31          | —           | —           | —           | —           | —           | —           | —           | 83          | 76          | —           | —           | —           | | /                              |
| 2015 | Stole the Show (feat. Parson James)                     | 1           | 53          | 5           | 7           | 78          | 2           | 2           | 37          | 3           | 1           | 3           | 24          | 105         | - AUT: Oro - BEL: Platino - CAN: Platino (2) - GER: Platino - ITA: Platino (2) - NOR: Platino (6) - SWE: Platino (5) - SWI: Platino (3) - UK: Platino - USA: Platino                                       | Cloud Nine                     |
| 2015 | Nothing Left (feat. Will Heard)                         | 1           | 69          | 58          | 57          | —           | 11          | 57          | —           | 81          | 14          | 26          | 79          | —           | - NOR: Platino (2) | Cloud Nine                     |
| 2015 | Here for You (feat. Ella Henderson)                     | 9           | 99          | 58          | 50          | —           | —           | 47          | —           | 12          | 16          | 17          | 18          | —           | - AUS: Oro - ITA: Oro - NOR: Oro - UK: Argento | /                              |
| 2015 | Stay (feat. Maty Noyes)                                 | 2           | 67          | 30          | 24          | 59          | 13          | 38          | 27          | 10          | 3           | 11          | 20          | 106         | - AUS: Platino - BEL: Oro - CAN: Platino (2) - ITA: Platino (2) - SWI: Platino - UK: Oro - USA: Oro | Cloud Nine                     |
| 2016 | Coming Over (con Dillon Francis, feat. James Hersey)    | —           | —           | —           | —           | —           | —           | —           | —           | —           | 93          | —           | —           | —           | | This Mixtape Is Fire           |
| 2016 | Raging (feat. Kodaline)                                 | 2           | —           | 47          | 52          | —           | —           | 69          | —           | 26          | 6           | 24          | 42          | —           | - CAN: Oro - UK: Argento - ITA: Platino | Cloud Nine                     |
| 2016 | Carry Me (feat. Julia Michaels)                         | 39          | 77          | —           | 90          | —           | —           | —           | —           | 81          | —           | —           | 133         | —           | - CAN: Oro | Cloud Nine                     |
| 2017 | It Ain't Me (feat. Selena Gomez)                        | 1           | 4           | 2           | 4           | 2           | 3           | 2           | 8           | 3           | 2           | 3           | 7           | 10          | - AUS: Platino (5) - AUT: Platino - BEL: Platino (2) - CAN: Platino (8) - ITA: Platino (3) - NOR: Platino (6) - SWI: Platino (3) - UK: Platino - USA: Platino (3)                                          | Stargazing                     |
| 2017 | First Time (feat. Ellie Goulding)                       | 3           | 29          | 23          | 51          | 26          | 13          | 28          | 41          | 22          | 6           | 14          | 34          | 67          | - AUS: Platino - AUT: Oro - CAN: Platino (2) - ITA: Platino - SWI: Platino - UK: Oro - USA: Oro | Stargazing                     |
| 2017 | Stargazing (feat. Justin Jesso)                         | 2           | —           | 18          | 32          | 53          | —           | 14          | —           | 12          | 8           | 9           | 44          | —           | - AUS: Platino - AUT: Oro - BEL: Oro - CAN: Platino (2) - ITA: Platino - SWI: Platino (2) - UK: Argento - USA: Oro                                                                                         | Stargazing                     |
| 2017 | Kids in Love (feat. The Night Game)                     | 8           | 94          | 52          | 60          | 73          | —           | 90          | —           | —           | 19          | 33          | 99          | —           | | Kids in Love                   |
| 2018 | Stranger Things (feat. OneRepublic)                     | —           | —           | —           | 50          | —           | —           | —           | —           | —           | 56          | 48          | —           | —           | - CAN: Oro | Kids in Love                   |
| 2018 | Remind Me to Forget (feat. Miguel)                      | 2           | 14          | 4           | 8           | 35          | —           | 14          | 89          | 18          | 3           | 2           | 69          | 63          | - AUS: Platino (2) - AUT: Oro - BEL: Oro - CAN: Platino (4) - ITA: Oro - SWI: Platino - UK: Argento | Kids in Love                   |
| 2018 | Born to Be Yours (feat. Imagine Dragons)                | 4           | 18          | 12          | 41          | 31          | —           | 22          | 44          | 36          | 4           | 5           | 54          | 74          | - AUS: Platino (2) - AUT: Oro - CAN: Platino (2) - ITA: Platino - SWI: Platino - UK: Argento | Origins                        |
| 2018 | Happy Now (feat. Sandro Cavazza)                        | 6           | 50          | 53          | 26          | —           | 13          | 53          | —           | 24          | 3           | 20          | —           | —           | - AUS: Oro - BEL: Oro - ITA: Oro - SWI: Oro - UK: Argento | /                              |
| 2019 | Think About You (feat. Valerie Broussard)               | 5           | —           | 61          | 53          | 74          | —           | 67          | —           | —           | 12          | 32          | 82          | —           | - CAN: Oro | Golden Hour (Japanese Edition) |
| 2019 | Carry On (feat. Rita Ora)                               | 8           | 43          | 47          | 40          | 61          | —           | 46          | —           | 35          | 14          | 28          | 26          | —           | - AUS: Oro - CAN: Oro - SWI: Oro - UK: Argento | Golden Hour (Japanese Edition) |
| 2019 | Not OK (featuring Chelsea Cutler)                       | 7           | 99          | —           | 50          | —           | —           | —           | —           | —           | 27          | 47          | —           | —           | | Golden Hour (Japanese Edition) |
| 2019 | Kem kan eg ringe (feat. Store P e Lars Vaular)          | 3           | —           | —           | —           | —           | —           | —           | —           | —           | —           | —           | —           | —           | | /                              |
| 2019 | Higher Love (feat. Whitney Houston)                     | 2           | 20          | 20          | 4           | 22          | —           | 22          | —           | 27          | 9           | 10          | 2           | 63          | - AUS: Platino (3) - BEL: Platino - CAN: Platino (2) - SWI: Platino - UK: Platino (2) - USA: Platino | Golden Hour                    |
| 2019 | Family (feat. The Chainsmokers)                         | 31          | —           | —           | 52          | —           | —           | —           | —           | 60          | 60          | 51          | —           | —           | | World War Joy                  |
| 2020 | Forever Yours (Tribute) (feat. Avicii e Sandro Cavazza) | 5           | 96          | —           | 58          | —           | —           | 65          | —           | 64          | 4           | 25          | —           | —           | | /                              |
| 2020 | Like It Is (feat. Zara Larsson)                         | 3           | 78          | 37          | 39          | —           | 20          | 41          | —           | 55          | 4           | 9           | 49          | —           | - CAN: Oro - NOR: Platino | Golden Hour                    |
| 2020 | I'll wait (feat. Sasha Sloan)                           | 9           | —           | 71          | —           | —           | —           | 89          | —           | —           | 28          | 21          | —           | —           | - CAN: Oro | Golden Hour                    |
| 2020 | Freedom (feat. Zak Abel)                                | 11          | —           | 51          | 50          | 83          | —           | 90          | —           | —           | 23          | 25          | —           | —           | | Golden Hour                    |
| 2020 | Lose Somebody (feat. OneRepublic)                       | 5           | 31          | 28          | 33          | 45          | —           | 45          | —           | 30          | 12          | 20          | 46          | 88          | - CAN: Platino - SWI: Oro | Golden Hour                    |
| 2020 | The Truth (feat. Valerie Broussard)                     | 28          | —           | —           | —           | —           | —           | —           | —           | —           | 61          | 63          | —           | —           | | Golden Hour                    |
| 2020 | What's Love Got to Do with It (feat. Tina Turner)       | 4           | 95          | 23          | 12          | 52          | —           | 26          | —           | 58          | 7           | 6           | 31          | —           | - AUT: Oro - CAN: Oro - SWI: Oro - UK: Argento | /                              |
| 2020 | Hot Stuff (feat. Donna Summer)                          | 23          | —           | —           | 51          | —           | —           | 74          | —           | —           | 25          | 27          | —           | —           | | /                              |
| 2024 | Whatever (con Ava Max)                                  | —           | —           | —           | —           | —           | —           | —           | —           | —           | —           | —           | —           | —           | | /                              |

## Singoli promozionali
| Anno | Titolo                                                 | Classifiche | Classifiche | Classifiche | Classifiche | Classifiche | Classifiche | Classifiche | Classifiche | Classifiche | Album di provenienza |
| Anno | Titolo                                                 | NOR         | AUS         | AUT         | GER         | NLD         | SWE         | SWI         | UK          | USA Dance   | Album di provenienza |
| ---- | ------------------------------------------------------ | ----------- | ----------- | ----------- | ----------- | ----------- | ----------- | ----------- | ----------- | ----------- | -------------------- |
| 2016 | Fragile (con Labrinth)                                 | 1           | 74          | 69          | 87          | 78          | 55          | 50          | 109         | —           | Cloud Nine           |
| 2016 | I'm in Love (feat. James Vincent McMorrow)             | 9           | —           | 38          | —           | —           | 65          | 39          | 99          | —           | Cloud Nine           |
| 2017 | Never Let You Go (feat. John Newman)                   | 39          | —           | —           | —           | —           | 81          | 64          | —           | 19          | Kids in Love         |
| 2017 | Sunrise (feat. Jason Walker)                           | 37          | —           | —           | —           | —           | —           | —           | —           | 33          | Kids in Love         |
| 2017 | Riding Shotgun (con Oliver Nelson, feat. Bonnie McKee) | —           | —           | —           | —           | —           | —           | —           | —           | 27          | Kids in Love         |
| 2017 | With You (feat. Wrabel)                                | —           | —           | —           | —           | —           | —           | —           | —           | 47          | Kids in Love         |
| 2017 | Permanent (feat. JHart)                                | —           | —           | —           | —           | —           | —           | —           | —           | 49          | Kids in Love         |
| 2017 | I See You (feat. Billy Raffoul)                        | —           | —           | —           | —           | —           | —           | —           | —           | 44          | Kids in Love         |

## Altri brani entrati in classifica
| Anno | Titolo                                      | Classifiche | Classifiche | Classifiche | Classifiche | Album di provenienza                                    |
| Anno | Titolo                                      | NOR         | SWE         | SWI         | USA Dance   | Album di provenienza                                    |
| ---- | ------------------------------------------- | ----------- | ----------- | ----------- | ----------- | ------------------------------------------------------- |
| 2016 | Fiction (feat. Tom Odell)                   | —           | 62          | —           | 27          | Cloud Nine                                              |
| 2016 | Happy Birthday (feat. John Legend)          | —           | 94          | —           | 23          | Cloud Nine                                              |
| 2016 | Oasis (feat. Foxes)                         | 29          | —           | —           | 19          | Cloud Nine                                              |
| 2016 | Not Alone (feat. Rhodes)                    | —           | —           | —           | 31          | Cloud Nine                                              |
| 2016 | Serious (feat. Matt Corby)                  | —           | —           | —           | 32          | Cloud Nine                                              |
| 2017 | Cruise (feat. Andrew Jackson)               | 25          | —           | —           | 22          | Fifty Shades Darker: Original Motion Picture Soundtrack |
| 2017 | This Town (feat. Sasha Sloan)               | 9           | —           | 99          | —           | Stargazing                                              |
| 2020 | Broken Glass (con Kim Petras)               | 15          | 34          | 78          | 19          | Golden Hour                                             |
| 2020 | Someday (con Zac Brown)                     | —           | —           | —           | 25          | Golden Hour                                             |
| 2020 | Feels Like Forever (con Jamie N Commons)    | —           | —           | —           | 27          | Golden Hour                                             |
| 2020 | Beautiful (con Sandro Cavazza)              | —           | —           | —           | 29          | Golden Hour                                             |
| 2020 | Could You Love Me (con Dreamlab)            | —           | —           | —           | 30          | Golden Hour                                             |
| 2020 | To Die For (con St. Lundi)                  | —           | —           | —           | 31          | Golden Hour                                             |
| 2020 | How Would I Know (con Oh Wonder)            | —           | —           | —           | 33          | Golden Hour                                             |
| 2020 | Don't Give Up on Love (con Sam Tinnesz)     | —           | —           | —           | 35          | Golden Hour                                             |
| 2020 | Say You Will (con Patrick Droney and Petey) | —           | —           | —           | 36          | Golden Hour                                             |
| 2020 | Follow (con Joe Janiak)                     | —           | —           | —           | 38          | Golden Hour                                             |
| 2020 | Hurting (con Rhys Lewis)                    | —           | —           | —           | 39          | Golden Hour                                             |

## Video musicali
| Titolo                        | Anno | Director(s)                   | Ref.   |
| ----------------------------- | ---- | ----------------------------- | ------ |
| Firestone                     | 2015 | Jon Jon Augustavo             | [ 42 ] |
| Stole The Show                | 2015 | Saman Kesh                    | [ 43 ] |
| Here for You                  | 2015 | Michael Maxxis                | [ 44 ] |
| Stay                          | 2016 | Jason Beattie                 | [ 45 ] |
| Coming Over                   | 2016 | Mister Whitmore               | [ 46 ] |
| I'm in Love                   | 2016 | Ariel Elia                    | [ 47 ] |
| Raging                        | 2016 | Ariel Elia                    | [ 48 ] |
| Carry Me                      | 2016 | N.D.                          | [ 49 ] |
| It Ain't Me                   | 2017 | Phillip R. Lopez              | [ 50 ] |
| First Time                    | 2017 | Mathew Cullen                 | [ 51 ] |
| Stargazing                    | 2017 | Phillip R. Lopez              | [ 52 ] |
| Stranger Things               | 2018 | Tim Mattia                    | [ 53 ] |
| Remind Me to Forget           | 2018 | Colin Tilley                  | [ 54 ] |
| Born To Be Yours              | 2018 | Matt Eastin, Aaron Hymes      | [ 55 ] |
| Happy Now                     | 2018 | Colin Tilley, Johannes Lovund | [ 56 ] |
| Think About You               | 2019 | Sarah Bahbah                  | [ 57 ] |
| Not Ok                        | 2019 | Sarah Bahbah                  | [ 58 ] |
| Higher Love                   | 2019 | Hannah Lux Davis              | [ 59 ] |
| Family                        | 2019 | Jeremiah Davis                | [ 60 ] |
| Like It Is                    | 2020 | Connor Brashier               | [ 61 ] |
| Freedom                       | 2020 | Johannes Lovund               | [ 62 ] |
| Lose Somebody                 | 2020 | Christian Lamb                | [ 63 ] |
| Broken Glass                  | 2020 | Griffin Stoddard              | [ 64 ] |
| What's Love Got to Do with It | 2020 | Sarah Bahbah                  | [ 65 ] |
| Hot Stuff                     | 2020 | Bo Webb                       | [ 66 ] |

## Crediti produzione e scrittura del testo
| Titolo      | Anno | Artist(s)     | Album |
| ----------- | ---- | ------------- | ----- |
| Write on Me | 2016 | Fifth Harmony | 7/27  |
| Squeeze     | 2016 | Fifth Harmony | 7/27  |
| Didn't I    | 2020 | OneRepublic   | Human |